# Veld

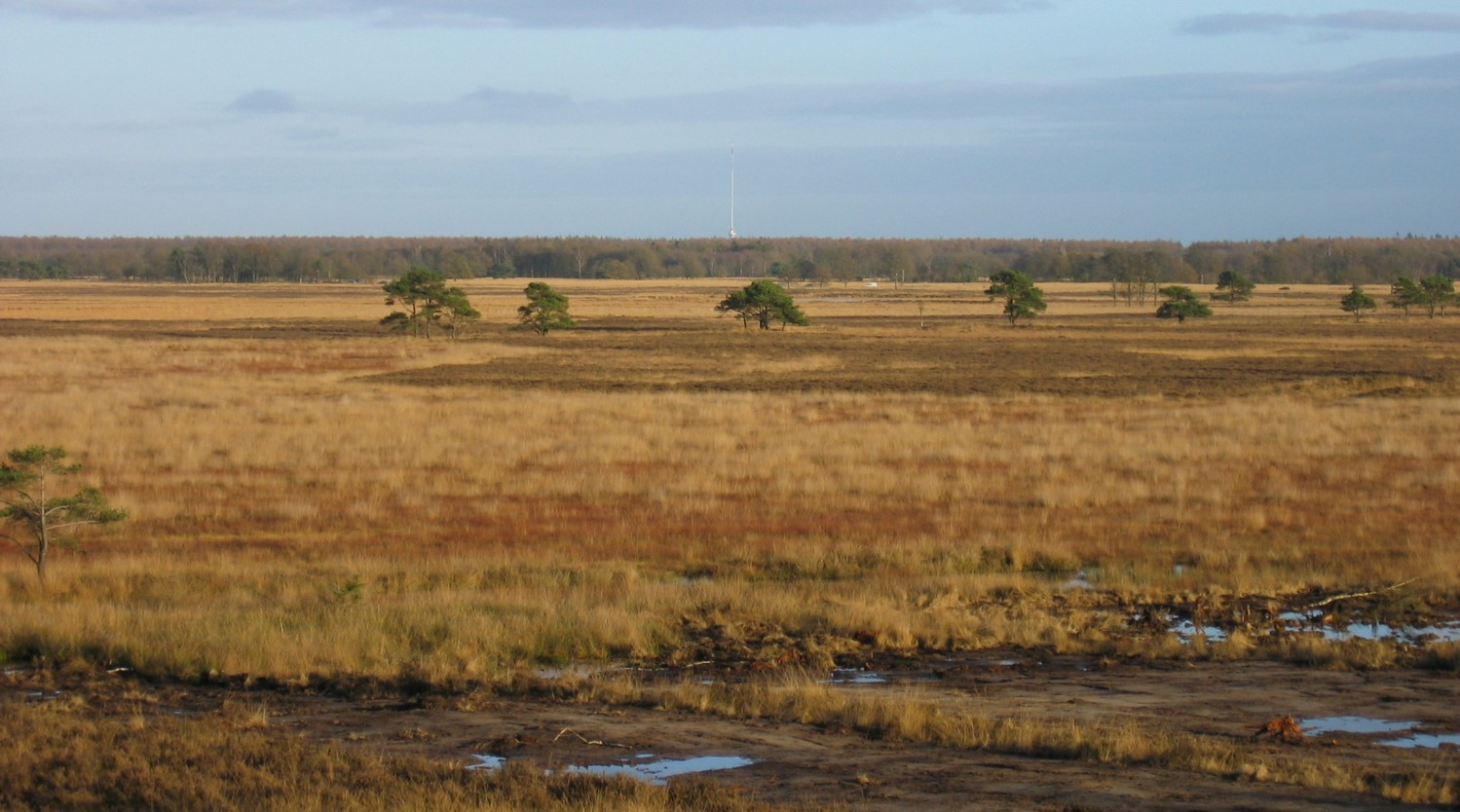
Paysage de veld.

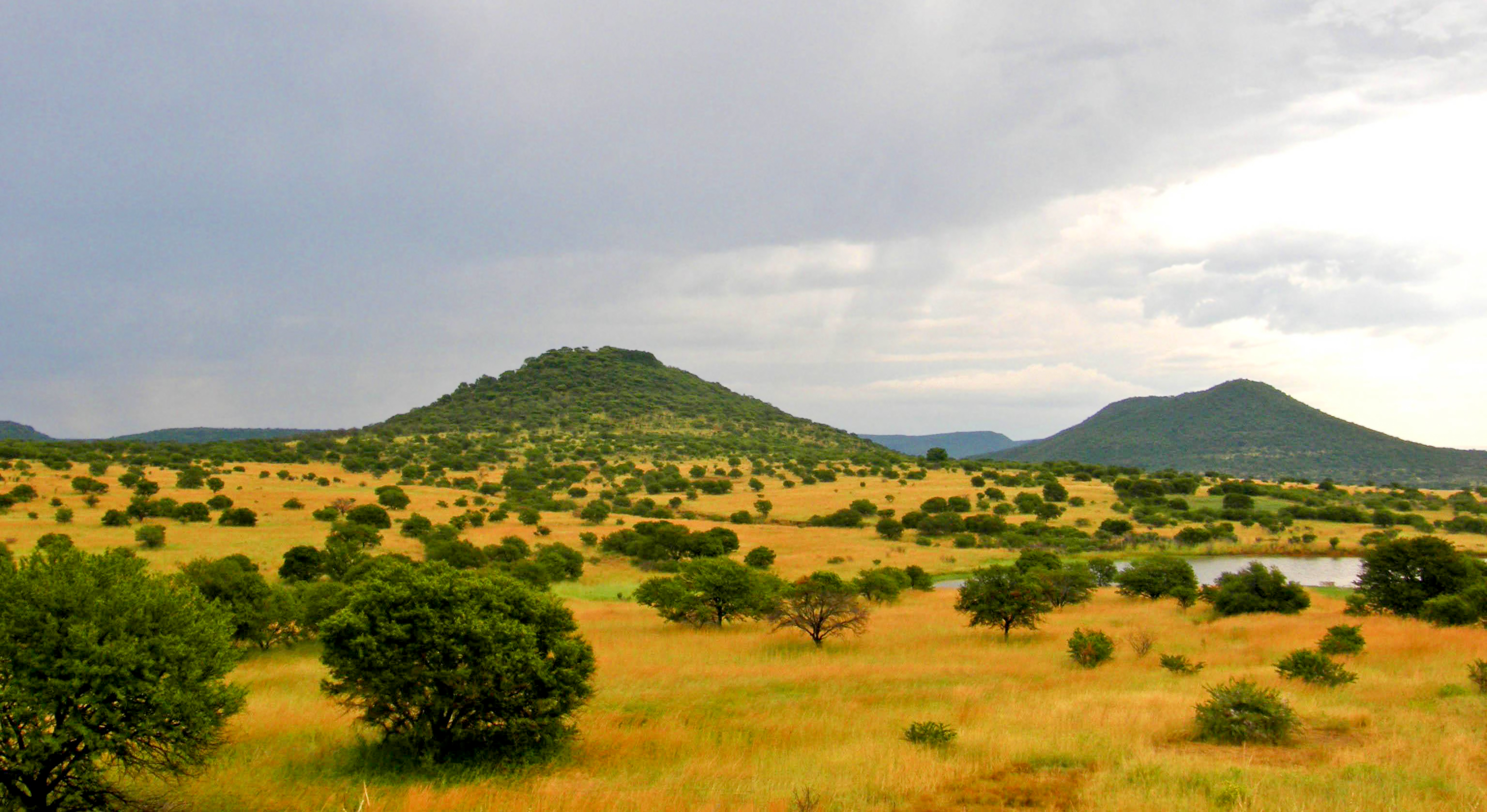
Hautes terres de veld/savane.

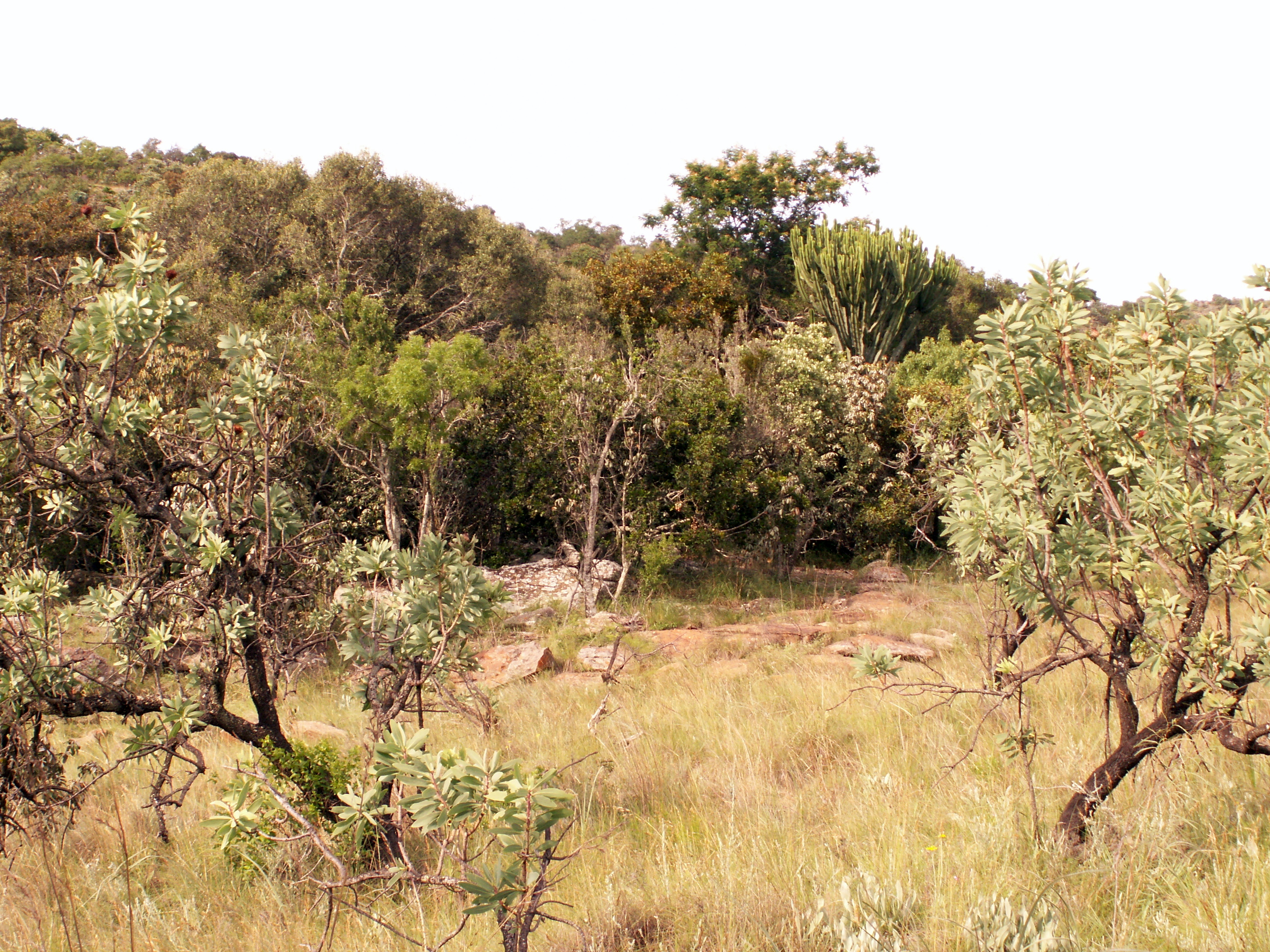
Bushveld.

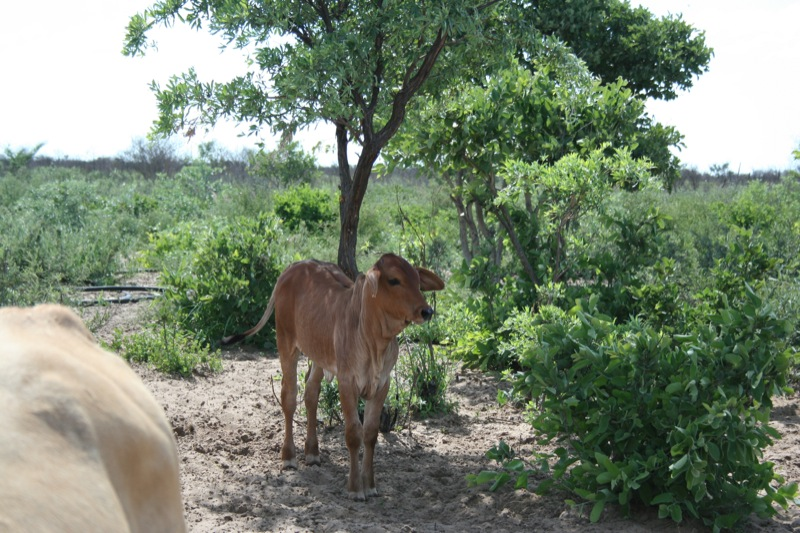
Sandveld.

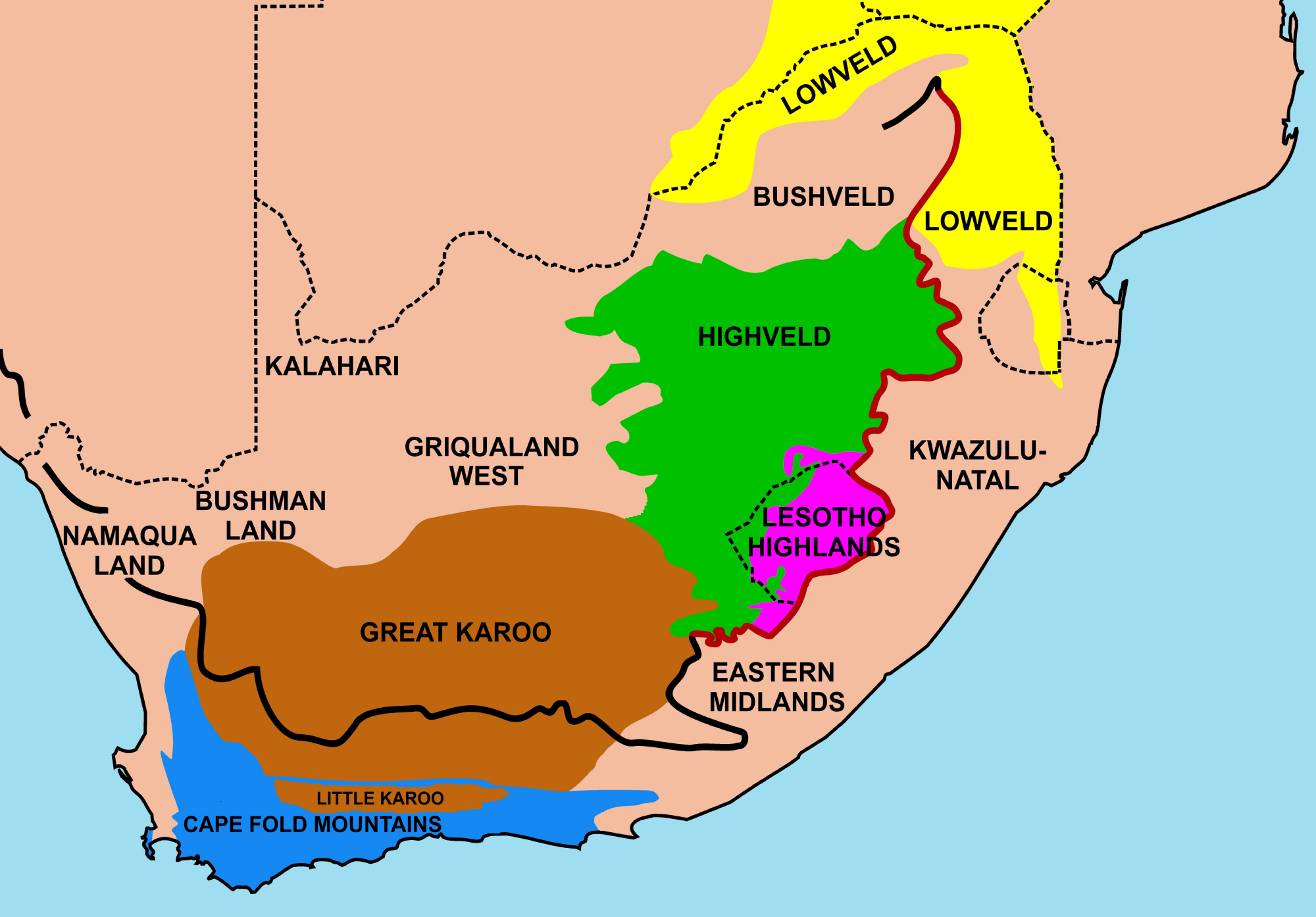
Haut-veld et bas-veld en Afrique australe.

Le veld est un mot néerlandais désignant essentiellement, mais pas exclusivement, les larges espaces de la campagne en Afrique du Sud ; ces espaces ont un relief peu marqué et sont couverts d'herbe et d'arbustes. Ils sont exploités pour des activités pastorales ou des cultures de céréales.
C'est un mot approprié par l'afrikaans qui signifie « champs ». Il a un sens voisin des mots « bush », « prairie » ou « pampa » employés dans d'autres régions du monde pour désigner une savane herbeuse (grassveld) ou arbustive (bushveld).

## Différences selon la localisation
L'intérieur de l'Afrique du Sud est largement occupé par un haut plateau appelé Highveld (« Haut Veld ») qui commence à l'est de  Johannesburg. Il s'agit d'un plateau d'altitude assez élevé (1 500 mètres d'altitude moyenne), généralement plat ou légèrement ondulé, caractérisé par des étendues herbeuses, avec un climat semi-aride sec et ensoleillé en hiver (20 °C le jour mais froid la nuit avec 5 °C en moyenne) et avec des journées torrides et orageuses d'octobre à mai.
À l'est le Grand Escarpement, qui ceinture l'Afrique du Sud et culmine à plus de 3 400 m dans le Drakensberg, constitue la séparation entre le haut et le bas Veld.
Les trois étroites plaines côtières donnant sur l'océan Indien, d'altitude moins élevée et au climat très chaud en été mais doux et ensoleillé en hiver, constituent le Lowveld (« Bas Veld ») et sont moins agricoles. Cette région peu hospitalière est appelée « la région des fièvres » en raison du paludisme qui y sévit ; elle était aussi, jusqu'au milieu du XXe siècle, infestée par la mouche tsé-tsé porteuse de la maladie du sommeil. C'est dans ces plaines que se trouvent la plupart des grandes réserves animalières comme le Parc national Kruger, que les abondantes pluies de l'été austral couvrent d'une savane arbustive appelée bushveld, ou thornveld si les arbustes sont principalement des épineux. 
Une des caractéristiques du veld est aussi la présence de gros amas rocheux typiques, les kopjes.  
Bien que désignant des régions aux caractéristiques différentes, le mot veld est étroitement associé aux paysages et à l'histoire de l'Afrique du Sud, à la colonisation hollandaise en particulier.